# Cariclo
En la mitología griega, Cariclo (Χαρικλώ; Khariklṓ) es el nombre de tres ninfas que podrían ser una sola, ya que solo se distinguen según su ascendencia, que varía según se trate de un autor o de otro. Ningún autor cita la filiación materna de Cariclo. 

## Cariclo, esposa de Quirón
Según Píndaro, Cariclo se habría casado con el centauro Quirón, siendo la responsable de la crianza de Jasón y de Aquiles. Cariclo le dio a Quirón a Ocírroe, a Evipe, a Caristo y a las ninfas del monte Pelión, esposas naturales de los centauros de Tesalia. En cuanto a la filiación de esta Cariclo, el mismo escoliasta nos ofrece tres posibilidades, pudiendo ser su padre Apolo, Perses u Océano, lo que indica que no existía una tradición unánime al respecto.
Cuando Tetis abandonó a Peleo, éste entregó a Aquiles a Quirón y a Cariclo para que lo educara junto con Filira, madre del centauro.

## Cariclo, hija de Cicreo
Según Plutarco, Cariclo es hija de Cicreo, rey de Salamina. Estaría casada con Escirón, rey de Megara, con el que tuvo una hija, Endeis, esposa de Éaco. No obstante el autor, que da una versión racional del mito, sustituye a Quirón por Escirón y obvia toda mención sobre los centauros o la identidad como ninfa de la propia Cariclo.

## Cariclo, madre de Tiresias
Según Apolodoro y Calímaco, Cariclo fue una de las compañeras preferidas por Atenea, quien incluso le permitía a menudo montar en su carro como muestra de la mucha confianza que se tenían. Unido a su esposo Everes, hijo del esparto Udeo, engendró al adivino Tiresias.
Según narran ambos escritores, un día en el que Atenea y Cariclo estaban bañándose desnudas en la fuente Hipocrene, en el monte Helicón, Tiresias, que cazaba por allí, vio a Atenea desnuda. La diosa lo cegó inmediatamente, por lo que Cariclo le pidió explicaciones; Atenea lo hizo diciendo que todo mortal que ve a un inmortal en contra de su voluntad debía perder la vista; sin embargo, para consolar a su amiga, le concedió a Tiresias otras virtudes:
- Le dio un bastón de cornejo (Cornus), con el que podría dirigir sus pasos igual que si tuviera vista.[11]

- Aclaró y purificó sus oídos, para que pudiera entender el lenguaje de los pájaros, dándole así el don de la profecía.

- Además, le prometió que después de muerto, ya en el Hades, conservaría todas sus facultades, incluida la profecía.